# Anthela subfalcata
Anthela subfalcata là một loài bướm đêm thuộc họ Anthelidae. Loài này có ở Úc.